# Католицизм в Монголии
Католицизм в Монголии или Римско-Католическая Церковь в Монголии является частью всемирной Католической церкви. В Монголии действует Апостольская префектура, состоящая из четырёх приходов, три из которых находятся в столице страны Улан-Баторе и один в Дархане.

## История
Впервые католицизм стал проникать в Монголию в XIII веке. В 1246 году францисканец Джованни Плано Карпини посетил с дипломатической миссией Сарай, где встречался с ханом Батыем; затем он посетил кочевую ставку близ Каракорума, где был на приёме у только что избранного хана Гуюка. В 1253 году другой францисканец Гийом де Рубрук по заданию французского короля Людовика IX совершил путешествие к монголам, после которого он написал книгу «Путешествие в восточные страны» и составил карту своего путешествия. В это время существовали связи между монгольскими правителями и Католической церковью — в 1274 году ильхан Абаки написал письмо Лионскому собору.
В 1289 году францисканец Джованни Монтекорвино по поручению Римского папы Николая IV отправился в сторону Китая проповедовать христианство. Известно письмо ильхана Аргуна Римскому папе Николаю IV, написанное им в 1290 году. В 1294 году Джованни Монтекорвино прибыл в Ханбалык (Пекин), где построил в 1299 году построил первую католическую церковь в Монгольской империи. Монгольские ханы были терпимы к католическим миссионерам, потому что они были знакомы с христианством через несторианство, которое присутствовало здесь с VII века. Из Ханбалыка Джованни Монтекорвино посещал территорию нынешней Монголии. Джованни Монтекорвино сделал первый в истории перевод на монгольский язык Нового Завета и Псалмов.
С упадком династии Юань в 1368 году католическая миссия в Китае и Внутренней Монголии прекратила своё существование. Новая миссионерская деятельность Католической Церкви началась после Опиумной войны в 1840 года, когда была образована миссия Sui iuris для Внутренней Монголии. В 1883 году Святым Престолом был учреждён Апостольский викариат Внутренней Монголии. 14 марта 1922 году была основана миссия Sui iuris для Внешней Монголии, которая в 1924 году была переименована в миссию Sui iuris Урги.

## Миссия sui iuris (1991—2003)
Новая монгольская Конституция 1992 года гарантировала религиозную свободу. В 1992 году в Монголию прибыли три первых католических священника из монашеской конгрегации Непорочного Сердца Марии. В 1997 году в Улан-Баторе была построена первая в истории Монголии католическая церковь апостолов Петра и Павла.

## Апостольская префектура
8 июля 2002 года Святой Престол учредил Апостольскую префектуру Улан-Батора. 23 августа 2003 года кардинал Крешенцио Сепе из Ватиканской конгрегации евангелизации народов рукоположил в Соборе святых Петра и Павла в епископа священника Венцеслава Падилью.
В 2004 году вышла из печати католическая Библия на монгольском языке, которая напечатана на традиционным старомонгольским письмом.
В настоящее время в Монголии работают 54 католических миссионера из различных стран мира. Четыре католических прихода действуют в Улан-Баторе (приходы святых Петра и Павла, Пресвятой Девы Марии,  Святой Софии и Доброго Пастыря), существует также один приход Пресвятой Девы Марии в Дархане (основан в 2007 году) и приход Пресвятой Девы Марии Милосердия в Арвайхээре.

## Источник
- Cordier Henri, Catholic Encyclopedia Vol. X./Mongolia, 1911  (англ.)